# هيساو سيكيجوتشي
هيساو سيكيجوتشي (باليابانية: 関口 久雄) (مواليد 29 أكتوبر 1954)، هو لاعب كرة قدم ياباني سابق كان يلعب كمهاجم. سبق له أن لعب مع منتخب اليابان.

## وصلات خارجية
- هيساو سيكيجوتشي على موقع ناشيونال فوتبول تيمز (الإنجليزية)

- National Football Teams
- Japan National Football Team Database